# Marina Subirats
Pour les articles homonymes, voir Subirats (homonymie).
Marina Subirats i Martori, née à Barcelone le 13 mars 1943, est une universitaire, sociologue, philosophe et femme politique catalane.

## Biographie
Dans sa jeunesse, elle étudie à l'université de Barcelone et à l'École pratique des hautes études à Paris, où elle obtient le Diplôme d'études approfondies en sociologie en 1967.
De 1967 à 1970, elle est chercheuse au Laboratoire de Sociologie Industrielle de Paris, sous la direction d'Alain Touraine. Elle revient ensuite en Catalogne en tant que professeure de sociologie à l'université de Barcelone (1970-1973) et à l'UAB (à partir de 1973). 
Universitaire engagée dans la lutte pour les droits des femmes, Marina Subirats est nommée directrice de l'Institut des femmes de Madrid, de 1993 à 1996.
Marina Subirats est élue municipale de la mairie de Barcelone, notamment adjointe à l'Education (1999-2006), présidente du Conseil du District de Sants-Montjuïc (1999-2003), présidente du conseil de Nou Barris (2003-2006).

## Distinction
- 2006 : Creu de Sant Jordi[7]